# Пријап
Пријап (грч. Πρίαπος), син бога вина Диониса и богиње Афрофите је бог плодности.

## Митологија
Као бог плодности није био само бог телесне љубави већ и заштитник винограда и вртова, па су се из тих разлога његове фигуре - кипови, стављали у вртове и винограде. Сврха тих фигура је била слична стављању страшила за плашење птица. Његов култ досеже из Мале Азије, а у Грчку и Рим је стигао доста касно и проширио се у последњем веку старе ере. 
Фигуре са ликом Пријапа су већином израђиване од дрвета или печене иловаче и то по правилу врло невешто. Још у Грчккој је поникла својеврсна врста песништва - пријепска поезија. Такве збирке кратких песама су се називале - Priapea.
Већа светилишта посвећена Пријапу су се налазила у Лампсаку, Перкоти и Кротону.
Песници Катул и Хорације су писали песме о Пријапу. 